# A Voz, o Violão, a Música de Djavan
A Voz, o Violão, a Música de Djavan (estilizado como A Voz • O Violão • A Música de Djavan) é o primeiro álbum do cantor e compositor brasileiro Djavan, lançado em 1976. O disco traz alguns dos primeiros hits do cantor, como "Flor de Lis", "Fato Consumado", além de "E Que Deus Ajude" e "Muito Obrigado".
Quando do lançamento em CD, foram lançadas duas edições especiais do álbum: uma em 1991, chamada Flor de Lis (título do maior hit do álbum), para promover a carreira do cantor no exterior; e outra em 2001, com o título de A Voz e o Violão, lançado pela Som Livre no Brasil, trazendo todas as faixas originais remasterizadas. Em 2011, a Som Livre relançou o álbum em vinil de 180 g com a capa original.

## Recepção
| Críticas profissionais | Críticas profissionais |
| Avaliações da crítica  | Avaliações da crítica  |
| Fonte                  | Avaliação              |
| ---------------------- | ---------------------- |
| Allmusic               | [ 1 ]                  |
| Notas Musicais         | [ 5 ]                  |

Alvaro Neder, em uma revisão feita para a Allmusic, elogia o álbum pela sua forma de trabalho: "Os destaques são as maravilhosas melodias, a sonoridade musical de suas músicas (ainda não importa se você compreendê-las, como seu foco está em sua musicalidade), o violão inteligente do Djavan, e a interação rica rítmica entre voz e violão. Todas as composições são ótimas, explorando de samba e baião".

## Faixas
- Todas as faixas são de composição do próprio Djavan.

Lado A
| N.º | Título                        | Duração |  |
| 1.  | "Flor de Lis"                 | 3:45    |  |
| 2.  | "Na Boca do Beco"             | 2:04    |  |
| 3.  | "Maçã do Rosto"               | 3:15    |  |
| 4.  | "Para-Raio"                   | 2:28    |  |
| 5.  | "E Que Deus Ajude"            | 3:02    |  |
| 6.  | "Quantas Voltas Dá Meu Mundo" | 3:33    |  |

Lado B
| N.º | Título               | Duração |  |
| 7.  | "Maria das Mercedes" | 2:52    |  |
| 8.  | "Muito Obrigado"     | 3:06    |  |
| 9.  | "Embola Bola"        | 2:31    |  |
| 10. | "Fato Consumado"     | 2:32    |  |
| 11. | "Magia"              | 2:58    |  |
| 12. | "Ventos do Norte"    | 3:16    |  |

## Músicos
- Altamiro Carrilho – flauta / flautim
- Marciso "Pena" Carvalho – coordenador gráfico
- Aloysio de Oliveira – produtor executivo
- Edson – teclados
- Edson Frederico – arranjos
- Helinho – guitarra
- Luizão – baixo
- Paulinho –  bateria
- Luna, Hermes e Armando Marçal – ritmo
- Ariovaldo Contesini Paulinho – tambores
- Sergio Seabra – masterização
- Victor – mixagem

Fonte:.